# Maria del Carme Girau i Alonso

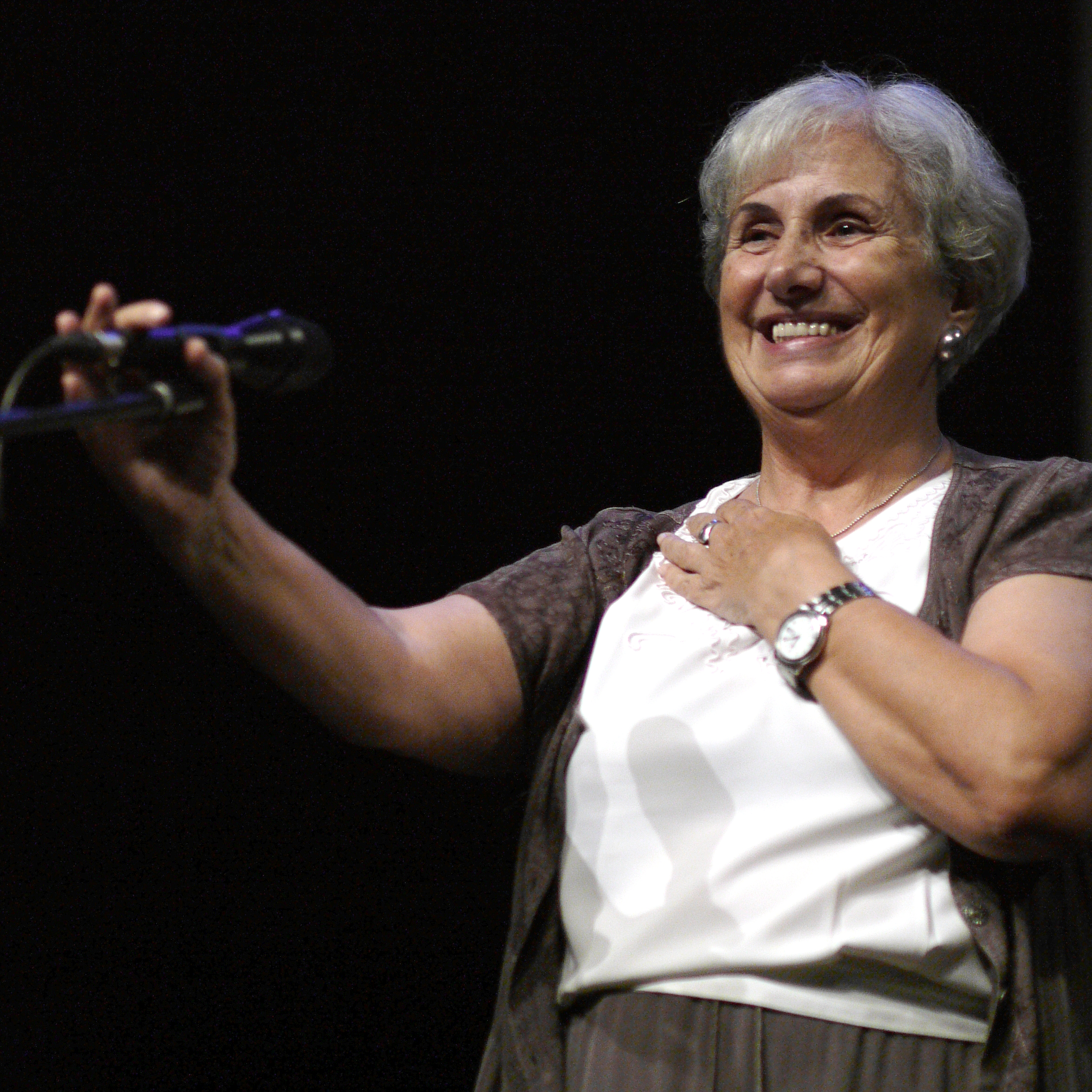
Maria del Carme Girau i Alonso 2013

Maria del Carme Girau i Alonso (* 5. Dezember 1940 in Simat de la Valldigna) ist eine Sängerin und Liedermacherin aus Valencia aus dem Umfeld der Nova Cançó Catalana.

## Leben und Werk
Die aus Simat de la Valldigna stammende Maria del Carme Girau schloss sich 1964 während ihres Pharmaziestudiums in Barcelona als „Richterin“ Nummer Neun der Liedermachergruppe Els Setze Jutges an. Als begabte Sängerin wollte sie mit Liedern für ihre durch das Franco-Regime reprimierte Muttersprache eintreten.
Der Schriftsteller und Essayist Joan Fuster erkannte 1966 Giraus musikalisches Talent. Er beriet sie in sprachlicher Hinsicht und vermittelte ihr kompositorische Unterstützung. Lluís Serrahima charakterisierte Girau als Künstlerin folgendermaßen: „Ihre sanfte, vielleicht etwas naiv anmutende Stimme hat eine innige Ausdruckskraft. Text und Musik ihrer Lieder bilden eine Einheit, die bei Liedermachern sonst so nicht zu finden ist.“ und fährt dann fort: „Sie ist eine der größten Entdeckungen der Nova Cançó gewesen.“
Maria del Carme Girau verließ die Gruppe der Els Setze Jutges 1969, als sie zunächst zu weiteren Studien nach Madrid und später nach Vigo zog.  Ihre Platteneinspielungen umfassen drei Alben mit fünf und zweimal vier Liedern. Alle Titel wurden 1998 auf einem Rekompilationsalbum veröffentlicht. Diese Einspielungen weisen als valencianischer Beitrag zu Nova Cançó Bedeutung auf.
2007 wurde Maria del Carme Girau zusammen mit ihren zu diesem Zeitpunkt noch lebenden „Richterkollegen“ als Mitglied von Els Setze Jutges für ihre kulturellen Leistungen mit der Ehrenmedaille in Gold des katalanischen Parlamentes, 2013 mit dem valencianischen Premis Ovidi Montllor und 2017 von ihrer Heimatgemeinde Simat de Valldigna ausgezeichnet.

## Diskografie

### Alben
- Maria del Carme Girau canta les seves cançons (EP, Edigsa, 1964) - mit 5 Liedern
- Maria del Carme Girau canta les seves cançons II (EP, Edigsa, 1965) - mit 4 Liedern
- País Valencià. Cançons tradicionals cantades per Maria del Carme Girau (EP, Edigsa, 1966) - mit 4 Liedern
- Maria del Carme Girau: Les cançons dels 3 EP's (PM Producciones, 1998) - mit 13 Liedern

### Lieder auf dem Rekompilationsalbum von 1998
1. Bon amic (von Maria del Carme Girau canta les seves cançons)
2. Plou... plou (von Maria del Carme Girau canta les seves cançons)
3. Ben sols (von Maria del Carme Girau canta les seves cançons)
4. Si fa sol (de Maria del Carme Girau canta les seves cançons)
5. El camí (von Maria del Carme Girau canta les seves cançons)
6. L'arbre sec (von Maria del Carme Girau canta les seves cançons II)
7. Que no, que sí (von Maria del Carme Girau canta les seves cançons II)
8. Insomni (von Maria del Carme Girau canta les seves cançons II)
9. Com una boira (von Maria del Carme Girau canta les seves cançons II)
10. Cançó de bressol (von País Valencià. Cançons tradicionals)
11. El testament d'Amèlia (von País Valencià. Cançons tradicionals)
12. L'hereu Riera (von País Valencià. Cançons tradicionals)
13. El rei mariner (von País Valencià. Cançons tradicionals)

Die letzten vier Lieder wurden als beliebte Volkslieder auch von anderen Künstlern oder Gruppen wie beispielsweise Al Tall (L'hereu Riera) eingespielt. Die valencianischen Sänger Paco Muñoz und Lluís Miquel (Lluís Miquel Campos González) spielten L'arbre sec und die valencianische Gruppe Les Mãedéus Plou... plou ein.